# Richard Knötel

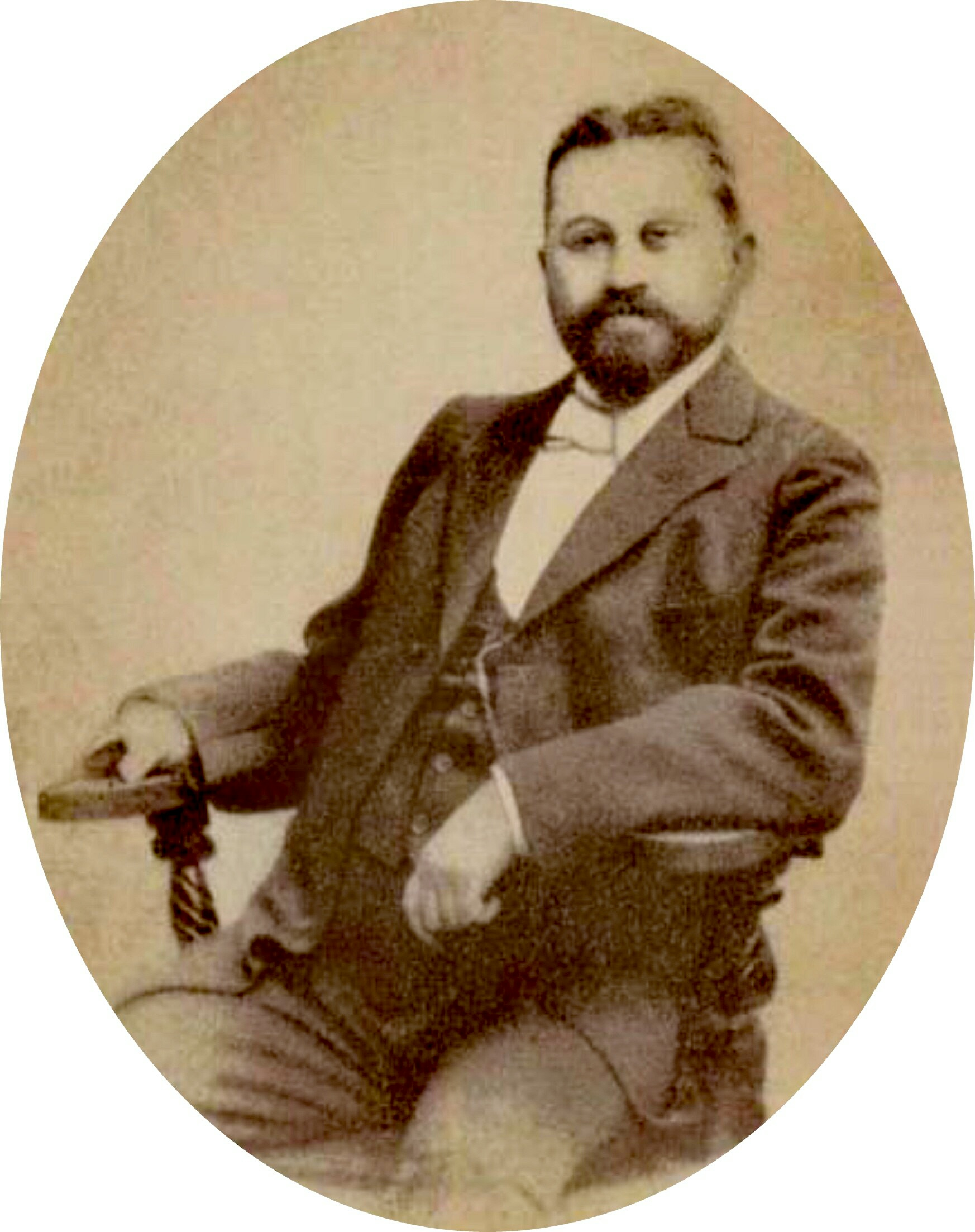
Richard Knötel (1897)

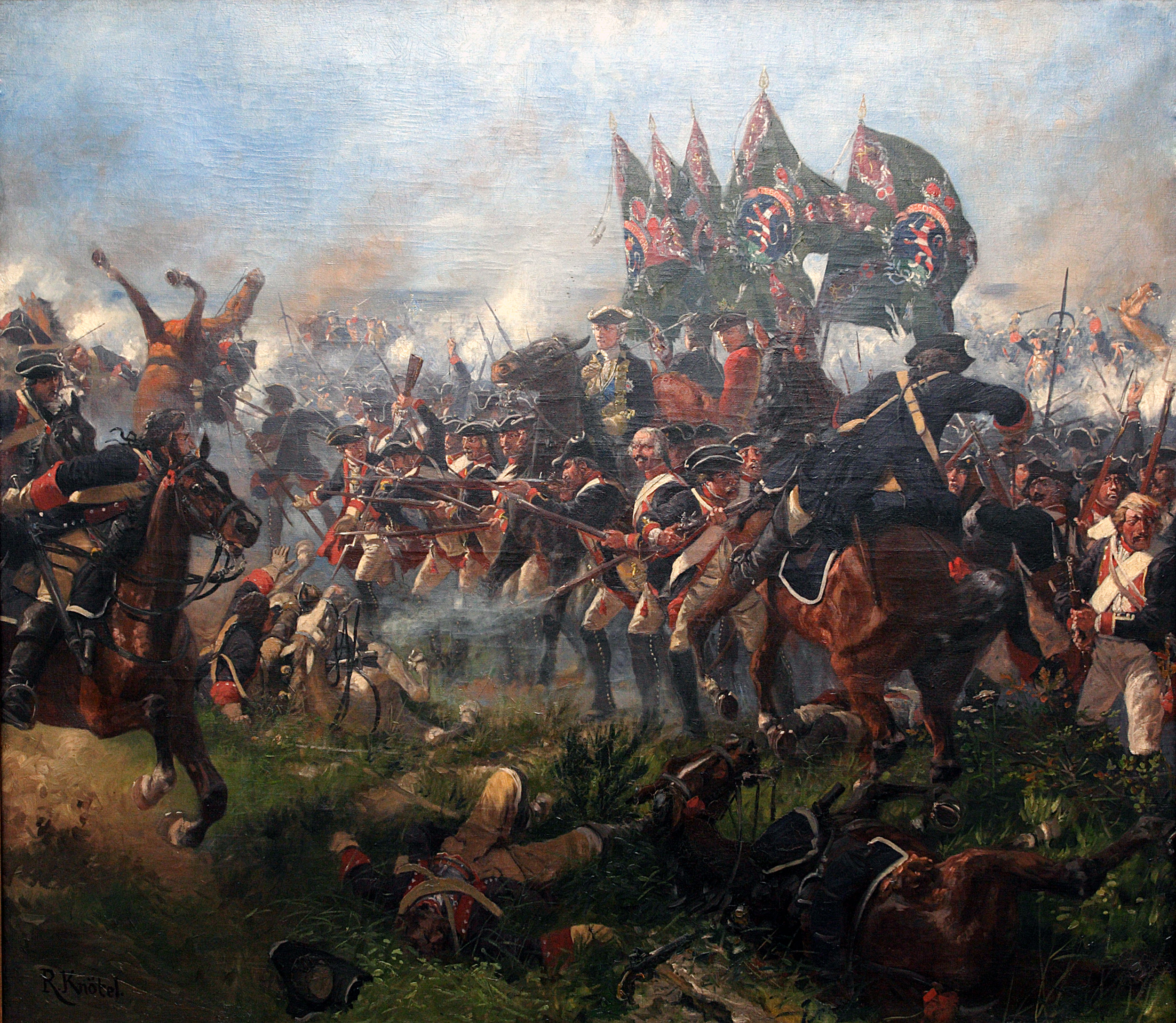
Richard Knötel: Die Schlacht bei Krefeld

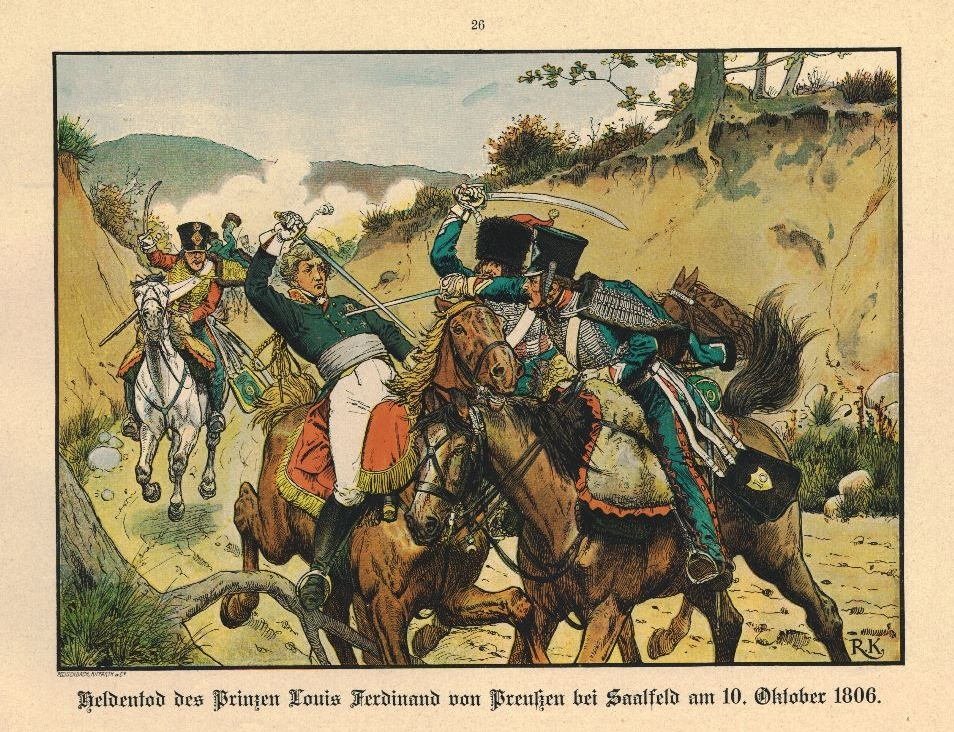
Heldentod des Prinzen Louis Ferdinand bei Saalfeld, 1895

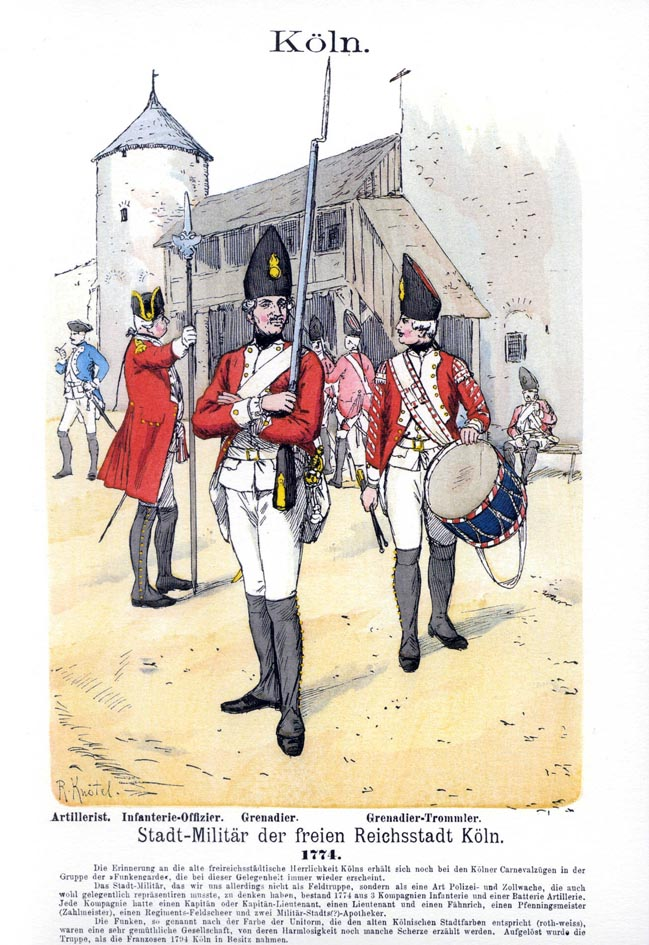
Ein Beispiel aus Knötels „Uniformkunde“ Stadt-Militär der freien Reichsstadt Köln 1774 – Druck 1890

Richard Knötel (* 12. Januar 1857 in Glogau, Provinz Schlesien; † 26. April 1914 in Berlin) war ein deutscher Maler, Lithograf und Schriftsteller. Er gilt als einer der bedeutendsten deutschen Historienmaler.

## Leben
Richard Knötel war der Sohn des Oberlehrers, Malers und Schriftstellers Augustin Knötel. Er erhielt von seinem Vater Zeichenunterricht und studierte ab 1880 an der Berliner Akademie der Bildenden Künste. Richard Knötel wirkte als Illustrator der Zeitschriften Illustrirte Zeitung, Daheim, Über Land und Meer, als Zeichner des „Berliner Kalenders“ und des „Vereins für die Geschichte Berlins“.
Zusammen mit dem Historienmaler Carl Röchling illustrierte er die beiden bald gefragten Kinderbücher Der Alte Fritz in 50 Bildern für Jung und Alt (1895) und Die Königin Luise in 50 Bildern für Jung und Alt (1896). Ab 1908 lieferte Knötel, im Auftrag des Kölner Schokoladeproduzenten Ludwig Stollwerck, Entwürfe für Sammelbilder, u. a. für die Stollwerck-Sammelalben No. 10 und 14.
Den inhaltlichen Schwerpunkt seines Schaffens bildete jedoch die Geschichte des Militärs. Knötel illustrierte zahlreiche militärhistorisch orientierte Werke. 1883 veröffentlichte er die Abhandlung Die preußische Armee von den ältesten Zeiten bis zur Gegenwart. 1888 steuerte er die Zeichnungen für das Militärbilderbuch Die Kriegsheere Europas von Oberstleutnant a. d. Herrmann Vogt bei. 1898 zählte Knötel zu den Gründungsmitgliedern der Deutschen Gesellschaft für Heereskunde e. V. Ein bis heute Maßstäbe setzendes militärhistorisches Standardwerk schuf Knötel ab 1890 mit seiner mehrbändigen Uniformenkunde: Die 18 Mappen umfassende Lose-Blatt-Sammlung beinhaltete insgesamt 1060 kommentierte Bildtafeln, die ab Band III zusätzliche Mitteilungen ergänzten. Nach Richard Knötels Tod vollendete sein Sohn Herbert den letzten Band Nr. XVIII, der 1921 erschien. Der als Uniformkundler und Militärmaler tätige Herbert Knötel sollte es als „Knötel, der Jüngere“ ebenfalls zu beträchtlicher Bekanntheit bringen.
Richard Knötel wurde auf dem St. Matthias-Friedhof in Berlin-Tempelhof beigesetzt.

## Schriften (Auswahl)
- Uniformenkunde. Lose Blätter zur Geschichte der Entwickelung der militärischen Tracht in Deutschland. Herausgegeben, gezeichnet und mit kurzem Texte versehen von Richard Knötel. 18 Bände (Band XVIII vollendet von Herbert Knötel d. J.). Verlag Max Babenzien. Rathenow 1891–1921
- Von der Drei-Kaiserreich-Ecke. Geschichtlich-kulturelle Episoden. Phönix-Verlag, Berlin/Breslau/Kattowitz 1911.